# Ешли Олсен
Ешли Олсен (енгл. Ashley Olsen; Лос Анђелес, 13. јун 1986) америчка је модна дизајнерка, пословна жена, аутор и бивша глумица и продуцент. Почела је са глумачком каријером годину дана након рођења, делећи улогу Мишел Тенер са својом сестром близнакињом Мери-Кејт Олсен у телевизијском ситкому Пуна кућа. Такође су глумиле у многобројним филмовима заједно.
Заједно са сестром, 1993. године основала је продукцијску компанију Дуалстар интертејмент груп, која је произвела многе ТВ филмове и дајрект-ту-видио издања у којима су биле присутне и девојке.
Глумиле су у филмовима Стижемо тамо, Када у Риму, Изазов и као улоге у Чарлијеви анђели 2: Гас до даске. Последњи филм у ком је глумила са својом сестром је Њујорк минут. Наставила је своју глумачку каријеру засебно, појављујући се у неколико гостујућих улога у филмовима и спотовима.
У марту 2012. године, обе Мери-Кејт и Ешли званично су показали свој интерес да се пензионишу као глумице како би се фокусирали на своје каријере у модној индустрији.
Она и њена сестра близнакиња основале су луксузне модне брендове, The Row, Elizabeth and James и јефтиније модне линије, Olsenboye and StyleMint. Оне су коаутори књиге, Influence, са интервјуима са модним дизајнерима који су инспирисали њихове модне линије. Оне су чланови Савета модних дизајнера Америке.